# Портрет Дмитрия Михайловича Юзефовича
«Портрет Дмитрия Михайловича Юзефовича» — картина Джорджа Доу и его мастерской из Военной галереи Зимнего дворца.
Картина представляет собой погрудный портрет генерал-лейтенанта Дмитрия Михайловича Юзефовича из состава Военной галереи Зимнего дворца.
В начале Отечественной войны 1812 года полковник Юзефович был шефом Харьковского драгунского полка, за отличие в бою на Шевардинском редуте и при Бородино был произведён в генерал-майоры. Далее он отличился в Тарутинском бою и сражениях при Малоярославце и под Вязьмой. Во время Заграничных походов 1813 и 1814 годов состоял в корпусе М. А. Милорадовича и прикрывал отступление русской армии после Лютценского сражения, далее он отличился в сражениях при Бауцене, на реке Кацбах, Нидер-Пуцкау, Лейпциге и многих других. После взятия Парижа был временным комендантом Нанси и командующим союзных войск в Лотарингии.
Изображён в генеральском мундире, введённом для кавалерийских генералов 6 апреля 1814 года. Слева на груди звезда ордена Св. Анны 1-й степени; на шее кресты орденов Св. Владимира 2-й степени и Св. Георгия 3-го класса; по борту мундира крест прусского ордена Красного орла 2-й степени; справа на груди серебряная медаль «В память Отечественной войны 1812 года» на Андреевской ленте и бронзовая дворянская медаль «В память Отечественной войны 1812 года» на Владимирской ленте. Слева чуть ниже эполета на фоне подпись художника и дата: paintd fr Nature by G. DAWE RA 1822. С тыльной стороны картины надпись: Josephovitch. Подпись на раме: Д. М. Юзефовичъ, Генералъ Маiоръ. По неизвестной причине художник не изобразил на груди звезду ордена Св. Владимира 2-й степени, которым Юзефович был награждён в 1820 году, поэтому шейный крест этого ордена можно спутать с 3-й степенью.
7 августа 1820 года Комитетом Главного Штаба по аттестации Юзефович был включён в список «генералов, заслуживающих быть написанными в галерею», однако фактическое решение о написании его портрета состоялось гораздо раньше. Юзефович в это время командовал 2-й уланской дивизией, причем назначен на эту должность он был 24 января 1820 года. Известно, что в конце декабря 1819 года он приезжал в Санкт-Петербург из Ельца представляться начальству по случаю будущего назначения и тогда же встретился с Доу. Гонорар Доу был выплачен 24 марта и 14 апреля 1820 года.
Авторская надпись на портрете с указанием 1822 года противоречит указанным сведениям. Кроме того, этот портрет не мог быть написан с натуры в 1822 году, поскольку Юзефович скончался в конце сентября 1821 года. А. А. Подмазо следующим образом объясняет эти противоречия в датах: портрет был написан в конце 1819 — начале 1820 года, но поскольку Доу в работе использовал асфальтовые краски, то портрет быстро потемнел и был возвращён Доу на переработку. Сам Доу осветлением потемневших портретов не занимался, эту работу за него выполняли подмастерья В. А. Голике и А. В. Поляков, которые могли совершить ошибку при повторении подписи. Готовый портрет поступил в Эрмитаж 7 сентября 1825 года.
В 1840-х годах в мастерской К. Крайя по рисунку И. А. Клюквина с портрета была сделана литография, опубликованная в книге «Император Александр I и его сподвижники» и впоследствии неоднократно репродуцированная.